# Beacon Cemetery
Beacon Cemetery is een Britse militaire begraafplaats met gesneuvelden uit de Eerste Wereldoorlog en gelegen in de Franse gemeente Sailly-Laurette (departement Somme). De begraafplaats werd ontworpen door Edwin Lutyens en ligt in het uiterste noorden van de gemeente langs de weg van Corbie naar Bray-sur-Somme op 2.750 m ten noorden van het centrum (Église Saint-Quentin). Ze heeft een rechthoekig grondplan met een oppervlakte van ruim 2.575 m² en wordt aan drie zijden afgebakend met een hoge bakstenen muur en aan de straatzijde met een laag muurtje. Aan de voorzijde van het terrein staat in de linkse hoek een bakstenen toegangsgebouw onder een schilddak en met vijf open rondboog doorgangen. Het Cross of Sacrifice staat in de rechtse hoek. De Stone of Remembrance staat centraal tegen de oostelijke muur.
Er liggen 772 doden begraven waaronder 257 niet geïdentificeerde.
De begraafplaats wordt onderhouden door de Commonwealth War Graves Commission.

## Geschiedenis
In dit gebied aan de Somme werd tot 26 maart 1918 niet gevochten. Voorafgaand aan het Duitse lenteoffensief in maart 1918 moest het Third Army zich terugtrekken op een linie tussen Albert en Sailly-le-Sec. Deze lijn werd vastgehouden tot 4 juli, toen ze bijna tot Sailly-Laurette werd opgeschoven. Op 8 augustus, de eerste dag van de slag bij Amiens, werden Sailly-Laurette en de weg naar Morlancourt losgekoppeld. 
De begraafplaats (genoemd naar een bakstenen baken op de top van de bergrug iets ten zuidoosten van het dorp) werd op 15 augustus aangelegd door de burial officer (dit is de officier die verantwoordelijk is voor het registreren en begraven van de gesneuvelden) van de 18th Division toen de 12th (Eastern), de 18th en de 58th (London) Divisions aanvielen vanaf de Ancre tot de Somme en het Australian Corps voorbij de Somme. Aan de wapenstilstand lagen er oorspronkelijk 109 doden (nu Plot III, Rijen C, E, G en I) maar de begraafplaats werd later aanzienlijk uitgebreid door concentratie van slachtoffers vanuit de omliggende slagvelden en volgende kleinere begraafplaatsen: Croydon Cemetery in Glisy (27 doden), Sussex Cemetery in Sailly-Laurette (44 doden) en Taille Wood Cemetery in Étinehem (18 doden). 
Onder de geïdentificeerde doden zijn er 377 Britten, 137 Australiërs en 1 Canadees. Vier slachtoffers worden herdacht met Special Memorials omdat hun graven niet meer gelokaliseerd konden worden en men neemt aan dat ze onder naamloze grafzerken liggen.

## Graven
- sergeant Frederick Alexander White en soldaat Albert White waren broers en dienden bij de Australian Infantry, A.I.F.. Zij stierven op dezelfde dag (10 juni 1918).

### Onderscheiden militairen
- H. Betts, compagnie sergeant-majoor bij het Cambridgeshire Regiment werd onderscheiden met het Military Cross en tweemaal met Distinguished Conduct Medal (MC, DCM and Bar).
- Henry James Chapman, onderluitenant bij de Queen's Own (Royal West Kent Regiment) werd onderscheiden met het Military Cross (MC).
- Walter Charles Green, sergeant bij het Tank Corps werd onderscheiden met de Distinguished Conduct Medal (DCM).
- eenentwintig militairen werden onderscheiden met de Military Medal (MM).

### Aliassen
- soldaat Harry C. McGlynn diende onder het alias H. Callton bij de Royal Fusiliers.
- soldaat William Ward diende onder het alias W. Wilson bij de Australian Infantry, A.I.F..